# 新選漢和辞典
『新選漢和辞典』（しんせんかんわじてん）は、小学館が発行している漢和辞典のひとつ。

## 概要
親字約15,400字、熟語約64,000語を収録し、中型漢和辞典の部類に属する。第七版までは親字に簡体字（中国新字体と表記）1,300字も収録していた。
第六版までは、新字体で旧字体の部首がなくなった漢字が旧字体の部首のまま掲載されていた（たとえば「当（當）」は田部8画に掲載）が、第七版で新字体に基づいた部首に変更された（「当」は小部3画に掲載）。第八版では親字から中国新字体が削除された。

## 刊行年譜
- 1963年4月10日 - 初版発行
- 1966年12月1日 - 改訂新版（第二版）発行
- 1974年2月1日 - 新版（第三版）発行
- 1982年1月20日 - 「常用」新版（第四版）発行
- 1987年1月20日 - 第五版発行
- 1995年1月1日 - 第六版発行
- 2000年1月1日 - 第六版2色刷発行
- 2003年1月1日 - 第七版2色刷第一刷発行
- 2003年3月10日 - 第七版2色刷第二刷発行
- 2006年1月 - 第七版2色刷人名用漢字対応版発行
- 2011年1月26日 - 第八版発行　新常用漢字対応
- 2022年2月16日 - 第八版新装版発行

## 製作
- 編者：小林信明
- 発行者：藤波誠治
- 印刷所：凸版印刷株式会社
- 製本所：文勇堂製本工業株式会社
- 発行所：株式会社小学館